# Kefersteinia taggesellii
Kefersteinia taggesellii là một loài thực vật có hoa trong họ Lan. Loài này được Neudecker mô tả khoa học đầu tiên năm 1994.